# Verovering van Menorca (1708)

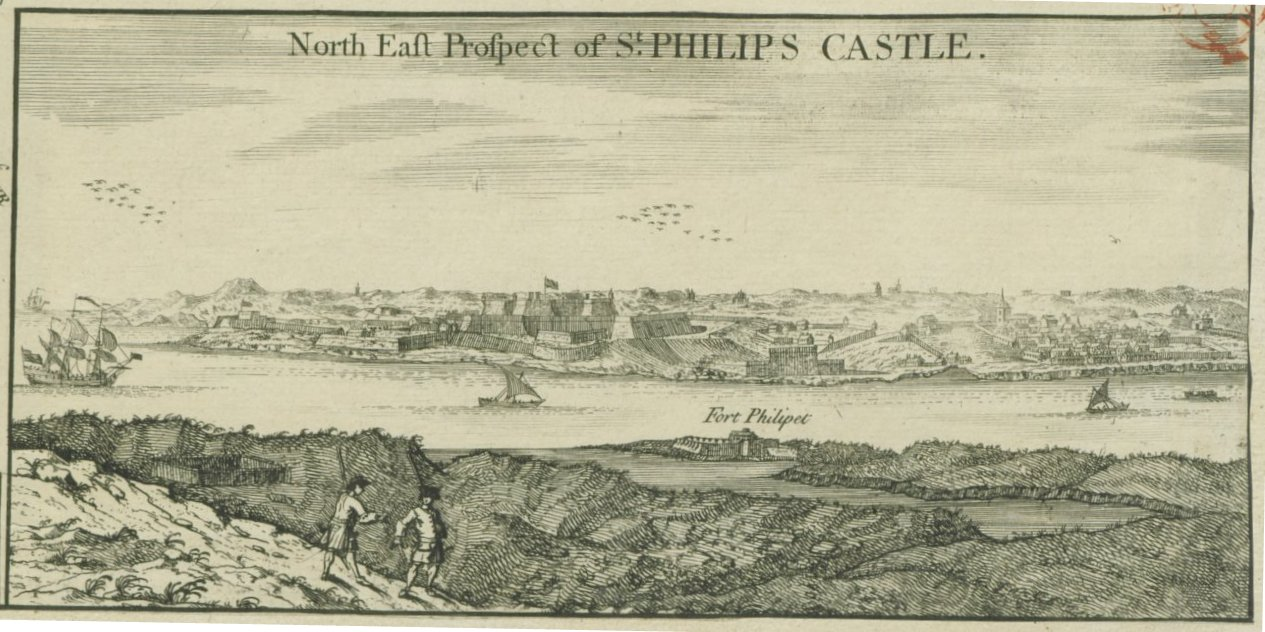
Baai van Mahon, Menorca. Zicht op Castillo de San Felipe voor de Spanjaarden, of Saint Philip's Castle voor de Engelsen.

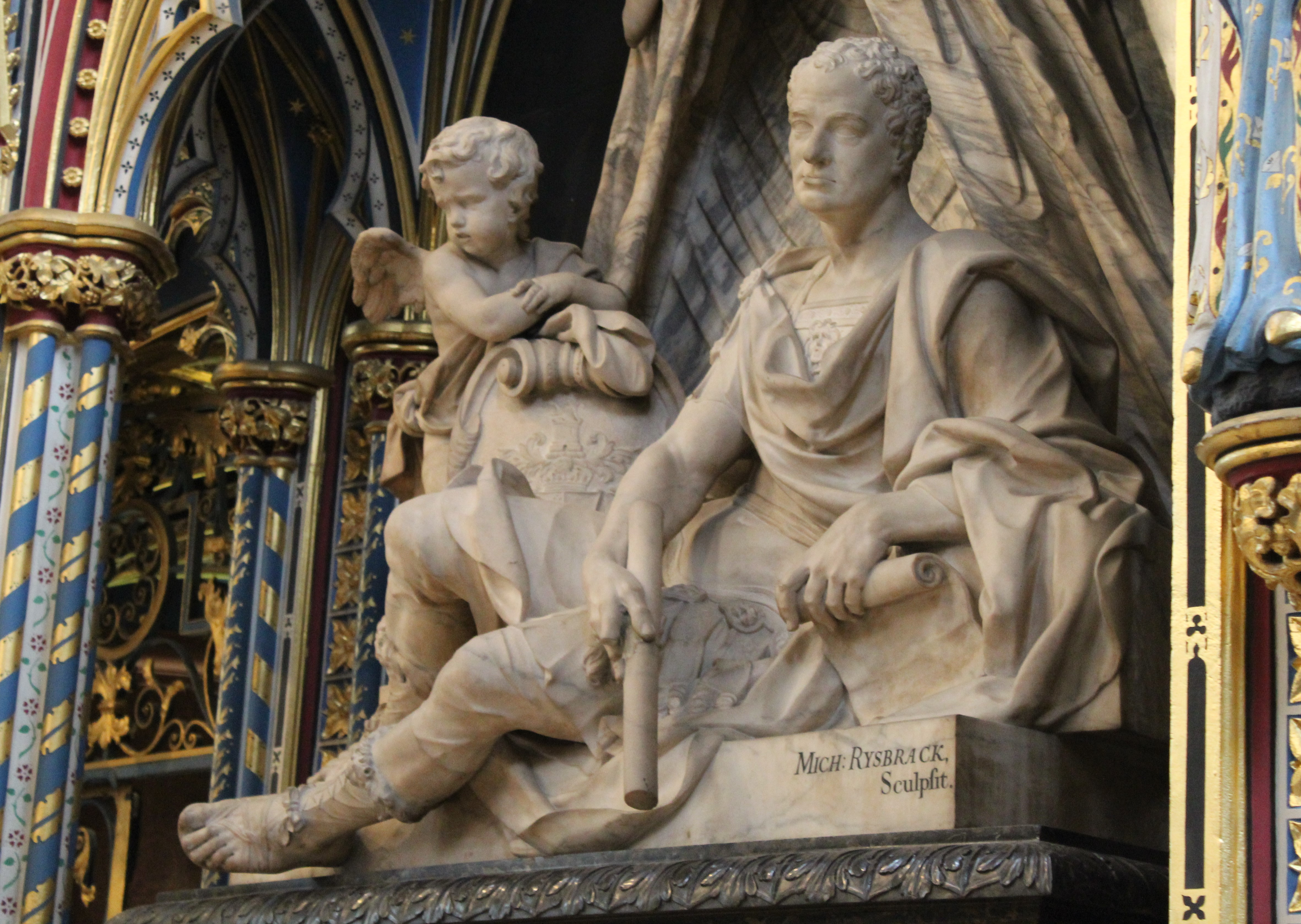
Beeld van generaal James Stanhope, Westminster Abbey, Londen

De verovering van Menorca in 1708 gebeurde door Engelse en Nederlandse troepen; Menorca is een van de Balearen en behoorde voor 1708 tot het koninkrijk Spanje.
De verovering maakte deel uit van de Spaanse Successieoorlog. De Engelse-Nederlandse troepen steunden aartshertog Karel van Oostenrijk als pretendent van de Spaanse troon; Karel werd later keizer Karel VI van het Rooms-Duitse Rijk.

## Politieke strijd
De Menorcanen waren door de Spaanse Successieoorlog politiek verdeeld in twee kampen, wat aanleiding gaf tot geweld en dreigende burgeroorlog. Het ene kamp koos voor aartshertog Karel van Oostenrijk, net zoals de inwoners van Mallorca en Catalonië deden. Het andere kamp koos partij voor de Bourbonkandidaat Filips V van Spanje, geboren als Franse prins en kleinzoon van de Zonnekoning. De Bourbonaanhangers in Menorca bevonden zich hoofdzakelijk in de hoofdstad Ciutadella: het waren notabelen, ambtenaren, geestelijken en officieren. Menorca stond onder bestuur van gouverneur Don Diego Leonardo Dàvilla, de Bourbongezinde Spanjaard in de hoofdstad. Hij had met hulp van Franse soldaten het fort Castillo de San Felipe nabij Mahon stevig in handen, en dit om het oproer de baas te kunnen.

## Verloop
Op 14 september 1708 dook een Engels-Nederlandse vloot op voor Menorca, voor de haven van Mahon. De vloot stond onder bevel van generaal James Stanhope. Stanhope had in de Spaanse Successieoorlog successen op zijn naam staan: zo was Stanhope betrokken bij de Slag bij Cadiz (1702), de Slag bij Bonn (1703) en de verovering van Catalonië (1705). De Britten steunden de Catalanen die op hun beurt aartshertog Karel steunden. Stanhope ging in Menorca aan land in de baai Cala Alcafar net ten zuiden van de havenmond van Mahon en dus van het fort Castillo de San Felipe. Vervolgens belegerde hij het fort vanuit het binnenland. 
Oorlogsschepen onder leiding van de admiraals sir Edward Whitaker en sir John Leake, voegden zich bijeen en voeren naar Menorca. Beide admiraals hadden ook successen in de Spaanse Successieoorlog op hun naam staan, onder meer de verovering van Gibraltar (1704) en de Zeeslag bij Málaga (1704). In Menorca namen ze de havensteden Fornelle en Ciutadella in.
Eind september 1708 veroverden de landtroepen van generaal Stanhope het Castillo de San Felipe. Het laatste Bourbon-bolwerk was hiermee opgeruimd. De naam veranderde in Saint Philip's Castle.

## Gevolg: Engels bestuur in Menorca
Na een inspectiereis zagen vertegenwoordigers van de Verenigde Provinciën af van aanspraken op Menorca. Ze lieten het over aan de Engelsen. Richard Kane, de eerste Britse gouverneur, nam zijn intrek in Saint Philip's Castle. Het Engels bestuur over Menorca (en Gibraltar) werd internationaal erkend met de Vrede van Utrecht (1713). De Britten bestuurden quasi onafgebroken een eeuw lang Menorca als een enclave in de Middellandse Zee en dit van 1708 tot 1802 bij de Vrede van Amiens. Fransen bestuurden Menorca evenwel in de periodes 1756-1763 en 1781-1798. 
In 1722 verplaatsten de Engelsen de hoofdstad van Ciutadella naar Mahon, omdat zij genoeg hadden van de sympathieën voor Bourbon-Spanje in Ciutadella. In (het kleinere) Mahon vonden ze méér aanhangers.